# 旅の重さ
『旅の重さ』（たびのおもさ）は、日本の小説家・素九鬼子の小説、およびそれを原作とした日本映画。
愛と憧れと漂泊をうたい、放浪記風に書かれている。作者の素九鬼子は当初、覆面作家として話題を呼び、奇遇なことから、この作品は世に出た。

## あらすじ
16歳の少女が、男出入りの多い貧しい絵かきの母と女ふたりの家庭や、学校生活が憂うつになり、家を飛び出したところから物語は始まる。舞台は四国。少女の実家も四国。海辺伝いに、四国遍路の旅に出た少女がママに宛てた手紙に託すかたちで、多感な青春の断面を四国の自然描写を織り込みながらみずみずしい筆致で描かれている。常に母への手紙という形で描かれる。それは常に一方通行で、母からの復路はなく、すべてはモノローグである。

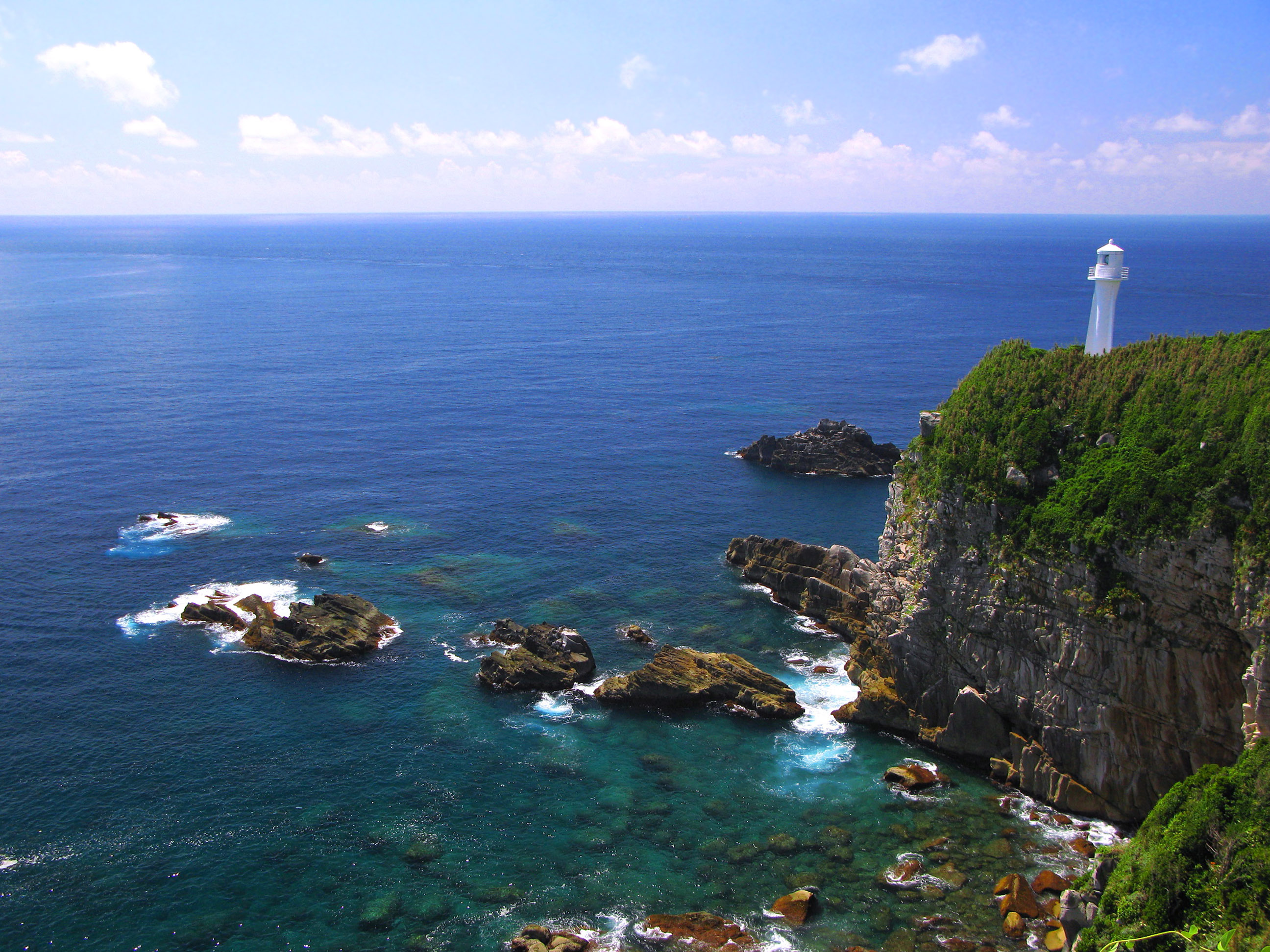
作品に描かれた足摺岬。主人公はここで松田国太郎一座と出会う。

家出をした少女は、旅先で様々な人々に出会いながら、四国を巡礼する。足摺岬の近くでは、旅芸人・松田国太郎一座と出会い、一緒に過ごす。一座のひとりで情熱的な政子と特に仲良くなり、二人でパンツひとつになり海に飛び込んだりして過ごす時間…。一座には他に、色男役の吉蔵、竜次、光子など少女にとっては初めて知る人生経験豊かな顔ぶれに映る。やがて、少女は、政子に別れを告げた。政子が不意に少女の乳房を愛撫し始める。初めて経験するレスビアン。沸騰するような愛撫を交わす。10日足らずの後、ふたたび少女は旅をつづける。しかしわずか数日後、風邪をこじらせ路傍に倒れる。少女を助けたのは40歳を過ぎた魚の行商人、木村であった。二人は奇妙な新婚生活を始め、少女は行商に出る。

## 出版の経緯
昭和44年（1969年）末に作家の由起しげ子が死去したあと、しげ子の元には作品をみてもらおうと送られてきた原稿が山となって残されていた。由起家と親交のあった八木岡英治（由起しげ子が芥川賞を受賞した小説「本の話」を掲載した、当時の『作品』誌の編集長）が、遺族に頼まれその原稿の整理にあたったが、そのときに大型のノート5冊にイラスト付きで浄書されていたのが本作品である。八木岡は作品に感銘を受け、作者である素九鬼子の所在を探したが果たせず、筑摩書房に相談した。新聞広告などでも呼びかけたが、結局は作者不明のまま、本書は刊行された。
その後、作品が新聞記事で取り上げられ、その記事を読んだ人がたまたま本人から作品を見せてもらったことがあったため、そのことを作者に伝えた。そして本人が筑摩書房に連絡をいれたことでようやく作者が判明した。

## 書誌情報
- 素九鬼子『旅の重さ』筑摩書房、1972年、国立国会図書館書誌ID:000001266678
- 素九鬼子『旅の重さ』角川書店〈角川文庫〉、1977年、国立国会図書館書誌ID:000001351510

## 映画
1972年（昭和47年）10月28日公開。松竹製作、高橋洋子主演の映画化で、さらに作品の名が一般に知られるところとなる。主役オーディションで1位と2位だった高橋と秋吉久美子（小野寺久美子名義）のデビュー作でもある。脚本は石森史郎、監督は斎藤耕一。四国遍路の旅に出た16歳の少女の姿をロードムービー風に綴る。従来の映画製作の常識を破る手法と、25人の少数編成のスタッフで四国をオール・ロケ。山間や田園風景の中をひたむきに歩き、あるいは海を目の前に生まれたままの姿になるヒロインの姿をとらえた映像は流麗で美しい。撮影は坂本典隆。少女の軌跡をなぞる主題曲は吉田拓郎の「今日までそして明日から」。内省的で地味めの楽曲だが、フォトジェニックな映像と融合することで、忘れえぬ瑞々しさを獲得した。「私の足音」「歩け歩け」も録音されたが、本編では未使用である。
主役の一般応募は1937人。主役オーディションで1位と2位だった高橋と秋吉は、ともに吉田拓郎のファンで、ラジオ深夜放送『パックインミュージック』で、吉田から本映画のヒロイン募集を聞き、オーディションに応募した。オーディションで主役は秋吉に決まりかけていたが、オーディションに遅刻してきた高橋が、特別に審査を受け、「もとめていたイメージにぴったり」と判断され、逆転して1位と2位が入れ替わり、秋吉は自殺する文学少女役に交代し、高橋が主役に変わった。吉田拓郎はこのオーディションの審査員としても参加し、「映画の音楽をやりませんか、とよく話が来て、新人女優募集の審査員として呼ばれることがあるんですが、僕が選んだコは必ず落ちる（笑）。選ばなかったコが大スターになるわけですよ。秋吉久美子さんとか、高橋洋子さんとか、沢口靖子さんとか。いかに、僕に女性を見る目がなかったかって思うね」などと述べている。

### キャスト
- 少女：高橋洋子
- ママ：岸田今日子
- 竜次：砂塚秀夫
- 政子：横山リエ
- 光子：中川加奈
- 運転手：山本紀彦
- 漁師の若い母親：富山真沙子
- 漁師の老婆：田中筆子
- 中年の女遍路：新村礼子
- 痴漢：森塚敏
- 女中：谷よしの
- 乞食遍路：三谷昇
- 吉蔵：園田健二
- 村の青年：高畑喜三
- 置引きする老婆：辻伊万里
- 新屋英子
- 加代：小野寺久美子
- 日高久
- 高木信夫
- ママの男：大塚国夫
- 木村大三：高橋悦史
- 松田国太郎：三國連太郎

## 映像資料
- レーザーディスク
  - 『旅の重さ』パイオニア、1985年、国立国会図書館書誌ID:000008605269
- VHS
  - 『旅の重さ』松竹ホームビデオ、1995年、ASIN B00005G2L2
- DVD
  - 『旅の重さ』松竹ビデオ事業室、2005年、国立国会図書館書誌ID:000008072960
- Blu-ray Disc
  - 『旅の重さ』〈あの頃映画the best松竹ブルーレイ・コレクション〉、松竹、2015年、国立国会図書館書誌ID:026305063